# اوکی (آرکانزاس)
اوکی (به انگلیسی: Okay) یک منطقهٔ مسکونی در ایالات متحده آمریکا است که در شهرستان هوارد، آرکانزاس واقع شده‌است. اوکی ۹۷ متر بالاتر از سطح دریا واقع شده‌است.